# 12369 Pirandello
A 12369 Pirandello (ideiglenes jelöléssel 1994 CJ16) a Naprendszer kisbolygóövében található aszteroida. Eric Walter Elst fedezte fel 1994. február 8-án.